# Explosie in de haven van Tianjin
Op 12 augustus 2015 omstreeks 23:30 uur CST (16:30 MET) vonden er twee explosies plaats in een opslagstation en/of de containerterminal in de haven van de Chinese havenstad Tianjin.
De explosies veroorzaakten een aardbeving met respectievelijk een kracht 2,3 en 2,9 op de momentmagnitudeschaal, en waren gelijk aan respectievelijk 3 en 21 ton TNT. De explosie en de daaropvolgende schokgolf verwondden honderden mensen en bracht het dodental op 173, onder wie een groot aantal brandweermannen die tijdens de eerste explosie de bluswerkzaamheden gestart waren. Tot op enkele kilometers braken ruiten. Zesduizend mensen raakten dakloos.
Later bleek uit een onderzoek van de Chinese autoriteiten dat de explosie overeenkwam met de ontploffing van 450 ton TNT. De oorzaak van de explosie lag in de spontane zelfontbranding van 207 ton cellulosenitraat dat in containers was opgeslagen op het terminalterrein. Verder lag op een tweede locatie nog eens 26 ton van dit explosieve materiaal opgeslagen. De tweede ontploffing werd versterkt door de opslag van 800 ton kunstmest in de vorm van ammoniumnitraat in de nabijheid.
De opslag van cellulosenitraat is aan strenge regels gebonden. Het moet koel en droog worden opgeslagen. De containers stonden buiten opgesteld in de brandende zon. De temperatuur liep op tot 36 °C en bereikte binnen de containers waarschijnlijk de 65 °C. De verpakking van de cellulosenitraat droogde uit waardoor de ontploffing kon ontstaan. Op het terrein lagen meer gevaarlijke stoffen opgeslagen dan waarvoor vergunningen waren verstrekt. Dit leidde tot een kettingreactie met grote schade tot gevolg. Door de brand en bluswater is in de directe omgeving veel milieuschade opgetreden.
De explosie heeft veel schade opgeleverd. In totaal zijn 173 mensen omgekomen, onder wie 99 lieden van de brandweer, en ongeveer 800 personen zijn gewond geraakt. De materiële schade was ook groot, 304 woningen en bedrijfsgebouwen, 7500 containers en 12.500 voertuigen zijn volledig verloren gegaan. Het totaal aantal beschadigde nieuwe voertuigen kwam zelfs uit op 75.000. Op basis van onderzoek van de autoriteiten zijn 49 mensen aangehouden en 123 mensen beschuldigd van corruptie en/of het niet naleven van de voorschriften.

Locatie explosies
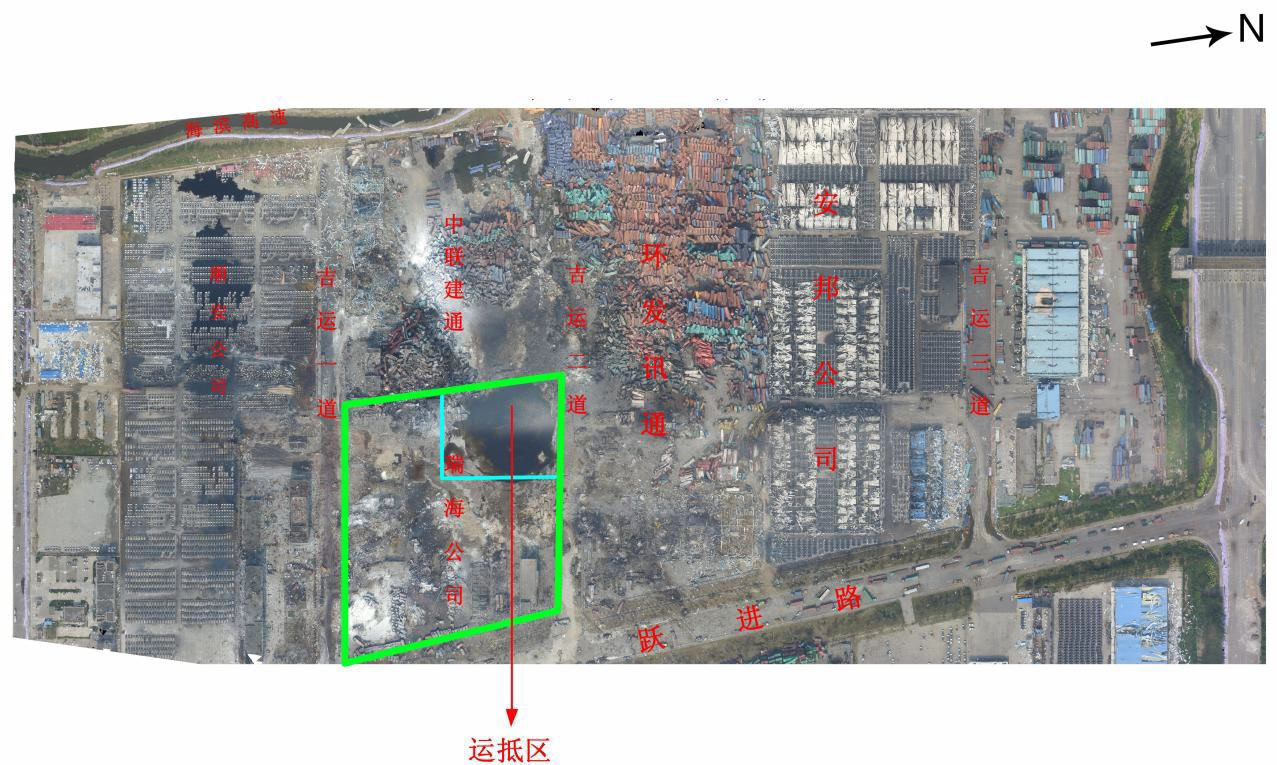
Satellietfoto van het rampgebied
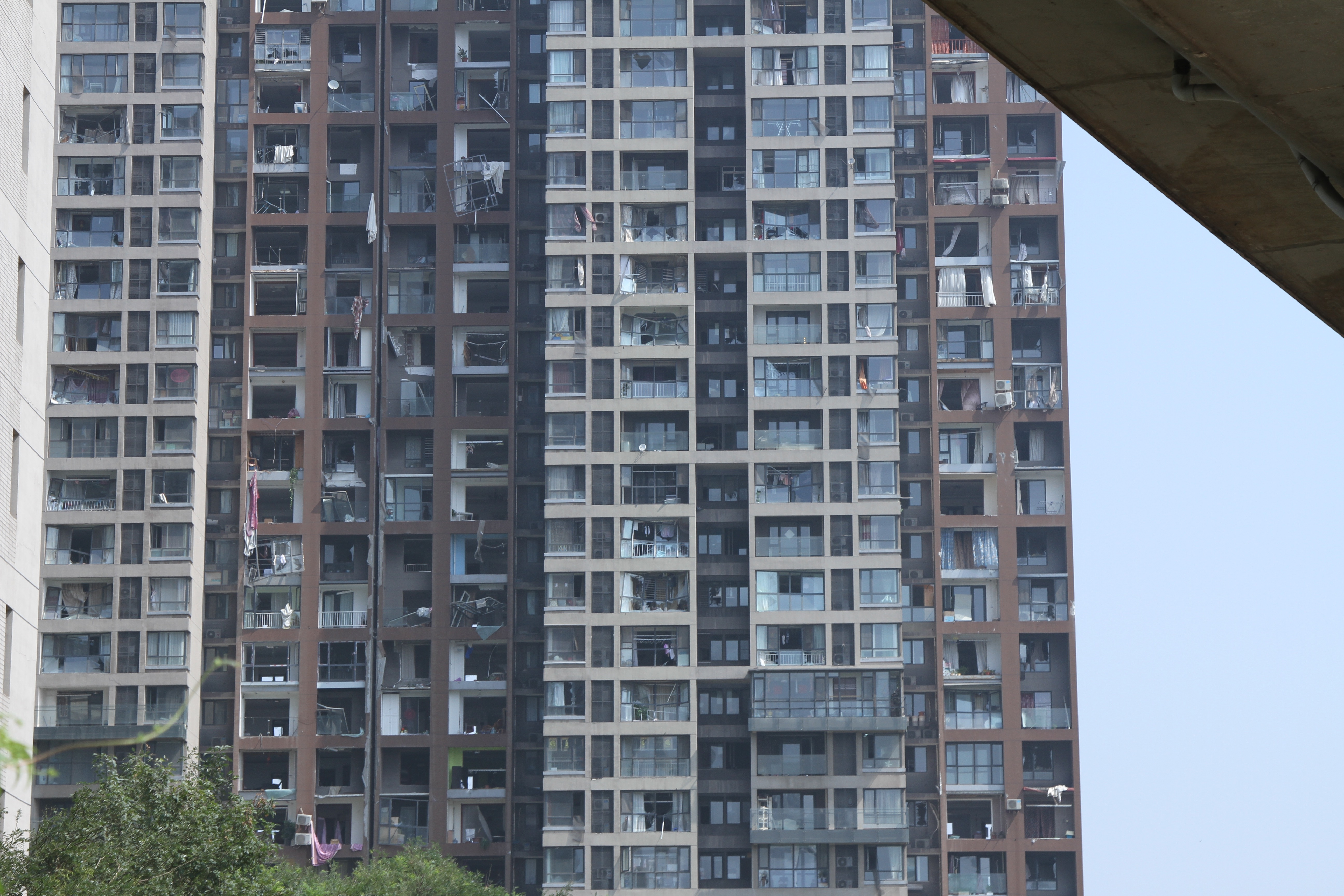
Beschadigde flat na de explosie
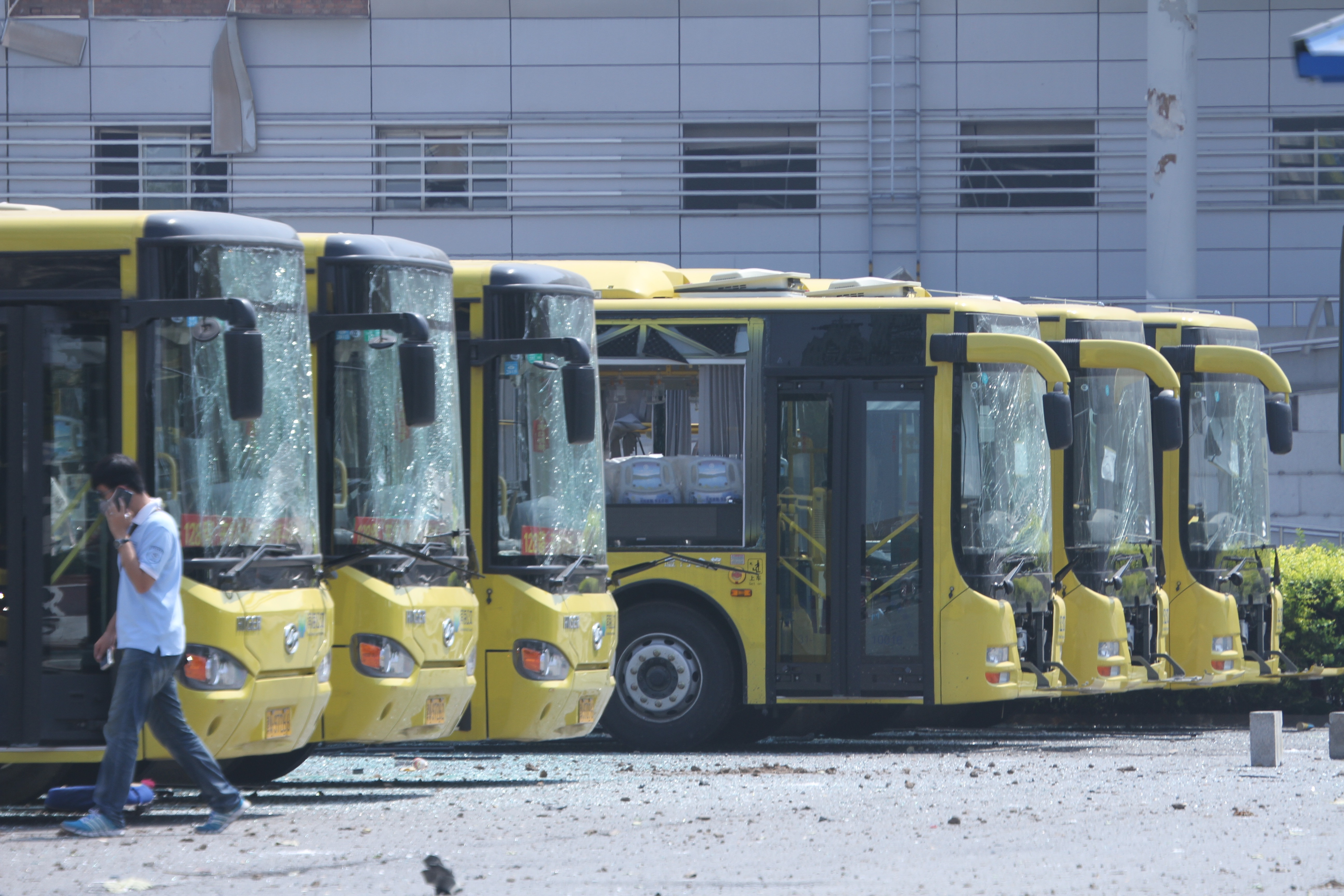
Idem bussen